# Alban Berg Quartett
Alban Berg Quartett (Quartet Alban Berg), conegut amb les sigles ABQ, és un quartet de corda fundat a Viena, Àustria el 1970. Després d'una gira mundial de comiat durant el mes de juliol de 2008, l'ABQ va acabar la seva carrera.

## Membres
| Període   | 1r. violí      | 2o. violí      | Viola            | Violoncel      |
| --------- | -------------- | -------------- | ---------------- | -------------- |
| 1971–1978 | Günter Pichler | Klaus Maetzl   | Hatto Beyerle    | Valentin Erben |
| 1978–1981 | Günter Pichler | Gerhard Schulz | Hatto Beyerle    | Valentin Erben |
| 1981–2005 | Günter Pichler | Gerhard Schulz | Thomas Kakuska   | Valentin Erben |
| 2005–2008 | Günter Pichler | Gerhard Schulz | Isabel Charisius | Valentin Erben |

## Principis
L'Alban Berg Quartett va ser fundat en 1970 per quatre professors joves de l'Acadèmia de Música de Viena i va fer el seu debut en el Konzerthaus de Viena la tardor de 1971. La vídua del compositor Alban Berg, Helene, va escoltar un primer concert privat després del qual va donar el consentiment al quartet per utilitzar el nom del seu marit.

## Carrera
El repertori del Quartet va estar centrat en la interpretació d'obres dels clàssics vieneses, però amb una èmfasi important en la música del segle xx. L'objectiu declarat del quartet era incloure almenys una obra modern en cada concert. El seu repertori abasta de del classicisme primerenc, el romanticisme, la Segona Escola de Viena (Berg, Schoenberg, Webern), Bartók i molts compositors contemporanis. Això es va veure reflectit en declaracions personals de compositors com Witold Dolsławski i Luciano Berio, que va dir: "Personalment estic en deute amb el Quartet Alban Berg per un esdeveniment inoblidable. L'últim any a Viena, van tocar el meu quartet d'una manera que mai probablement podrà ser igualada."
Seguint una invitació de Walter Levin (Quartet LaSalle) l'ABQ va romandre gairebé un any en els EUA. El focus de les seves activitats a Europa eren els cicles de concerts anuals en el Wiener Konzerthaus, a la sala Reina Elizabeth de Londres, l'Alte Oper de Frankfort, el Théâtre des Champs Elysées a París, al Philharmonic Hall de Colònia, l'Òpera de Zuric, així com concerts regulars en les sales més importants del món (entre elles, La Scala, Concertgebow Amsterdam, Berliner Philharmonie, Carnegie Hall, Teatre Colón, Suntory Hall, etc.) i els més importants festivals com el Berliner Festwochen, el Festival d'Edimburg, IRCAM al Centre Pompidou, el Maggio Musicale Fiorentino, i el Salzburg Festival. L'ABQ va ser Membre Honorari del Wiener Konzerthaus i Artista Associat del Royal Festival Hall de Londres.

## Discografia
La producció discogràfica han sigut una part important de la tasca del Quartet Alban Berg. Entre els enregistraments més famosos hi ha la integral dels quartets de corda de Beethoven (EMI, que han venut més d'un milió de còpies), Brahms (Teldec i EMI), el Haydn tardà (EMI), el Mozart tardà (Teldec i EMI) i el Schubert tardà (EMI). Però el seu repertori en disc també comprèn Mendelssohn, Schumann, Janácek, Stravinsky, Berg, Webern, Bartók, von Einem, Dolsławski, Rihm, Berio, Haubenstock-Ramati, Schnittke i altres. Molts dels últims compositors contemporanis van escriure treballs especialment dedicats a l'ABQ. Després que EMI va publicar un enregistrament en directe, el 1985, del seu debut en el Carnegie Hall, el quartet va preferir fer registres en viu en els últims 20 anys de la seva existència. Entre ells, un nou cicle dels Quartets de corda de Beethoven enregistrats en viu en el Konzerthaus durant el Festival de Viena, el 1989, i publicats en CD, vídeo, i DVD. El Quartet Alban Berg ha interpretat música de cambra enregistrant també amb alguns dels millors solistes del seu temps, incloent els quintets de piano de Robert Schumann (amb Philippe Entremont), Schubert, Brahms (amb Elisabeth Leonskaja) i Dvoràk (amb Rudolf Buchbinder), el quintet de corda de Schubert (amb Heinrich Schiff), el quintet de clarinet de Brahms (amb Sabine Meyer), els quartets de piano de Mozart i el quintet de piano KV 414 (amb Alfred Brendel). Pels seus registres, l'ABQ va rebre més de 30 premis internacionals, entre ells el Grand Prix du Disque, el Deutscher Schallplattenpreis, el Japanese Grand Prix, el Edison Award, i el Premi de Gramòfon. En directe l'ABQ va col·laborar també regularment amb Maurizio Pollini, András Schiff, i Tabea Zimmermann.

## Estrenes Mundials
La llista dels compositors que van compondre quartets de corda per al Quartet Alban Berg comprèn, per ordre cronològic: Fritz Leitermeyer, Erich Urbanner (Quartets Ens.1 i 4), Romano Haubenstock-Ramati (Quartets Ens.1 i 2), Gottfried von Einem (Quartet No. 1), Wolfgang Rihm (Quartet No. 4 i "Rèquiem per a Thomas"), Alfred Schnittke (Quartet No. 4), Zbigniew Bargielski ("Els temps ardente"), Luciano Berio ("Notturno"), i Kurt Schwertsik ("Adieu Satie").

## Activitat docent
De 1993 fins a 2012 els membres del Quartet Alban Berg van ser professors residents en el Cologne Conservatory en successió del Quartet Amadeus. Alguns dels quartets que van estudiar amb el Quartet Alban Berg inclouen el Quartet Casals, el Schumann Quartett, el Quartet d'Ambre (Xina), el Quartet Fauré, el Quartet Aron, el Quartet Amaryllis, el Quartet Belcea i el Quartet Artemis.

## Comiat
En 2005, Thomas Kakuska va morir de càncer. D'acord amb el seu desig, l'ABQ va continuar tocant amb Isabel Charisius, una estudiant seva. Però el cel·lista Valentin Erben va afirmar, "hi havia una gran ruptura en els nostres cors" i el quartet es va retirar en 2008. El concert in memoriam de Thomas Kakuska en el Wiener Konzerthaus, Großer Saal va presentar un qui és qui de la música clàssica, incloent una orquestra d'amics i alumnat del quartet. Entre ells estaven Angelika Kirchschlager, Elisabeth Leonskaja, Erwin Arditti, Magdalena Kozena, Thomas Quasthoff, Helmut Deutsch, Alois Posch, Heinrich Schiff i Sir Simon Rattle; l'orquestra va estar dirigida per Claudio Abbado. Després d'un tour de comiat per tot el món, el juliol de 2008, l'ABQ va acabar la seva carrera.

## Pel·lícules i literatura
- DAU ZEIT Klassik-Edició v.16 | Alban Berg Quartett. Die Zeit, Hamburg 2006, ISBN 3-47602216-1.
- Dieter Rexroth, Rainer Wilker (Editors): Ludwig van Beethoven. Els Quartets de corda. Quartet Alban Berg. Alter Oper, Frankfurt, Cologne Philharmonic, i Berliner Festspiele, 1987.
- Franz Schubert: "La mort i la donzella" (amb Dietrich Fischer-Dieskau) dirigit per Bruno Monsaingeon (EMI)
- "L'Alban Berg Quartett a Sant Petersburg 1991" Unitel Classica